# 手樽駅
手樽駅（てたるえき）は、宮城県宮城郡松島町手樽にある、東日本旅客鉄道（JR東日本）仙石線の駅である。日本三景・松島（特別名勝松島、県立自然公園松島）の一角に位置する。
松島湾の一部を構成する入り江「手樽浦」（北緯38度23分18.5秒 東経141度5分4.6秒 / 北緯38.388472度 東経141.084611度）に突き出した岬（北緯38度23分13.3秒 東経141度5分33.7秒 / 北緯38.387028度 東経141.092694度）の上に当駅は造られ、1928年（昭和3年）に宮城電気鉄道の駅として開業した。高城町駅との間の線路は手樽浦上を横切るように設置された。1944年（昭和19年）に国有化され、仙石線の駅となった。
1956年（昭和31年）より、駅周囲の手樽浦を干拓する工事が着工し、舘崎と錢神とを繋ぐ潮受堤防（現・手樽公園、北緯38度22分44.2秒 東経141度5分39.5秒）が築かれた。干拓事業は1968年（昭和43年）に完了し、当駅は海に囲まれた状態から一面の田圃に囲まれるようになった。

## 歴史
- 1928年（昭和3年）4月10日：宮城電気鉄道の駅として開業[2]。
- 1944年（昭和19年）5月1日：宮城電気鉄道の国有化により[2]、運輸通信省の駅となる。路線名は仙石線に改称。
- 1956年（昭和31年）7月9日：貨物の取り扱いを廃止[2]。
- 1958年（昭和33年）10月1日：荷物の扱いを廃止[2]。無人駅化[6]。
- 1987年（昭和62年）4月1日：国鉄分割民営化により、JR東日本の駅となる[2]。
- 2003年（平成15年）10月26日：ICカード「Suica」の利用が可能となる[7]。
- 2011年（平成23年）3月11日：東北地方太平洋沖地震とそれに伴う大津波の影響により、全線で不通となる。
- 2015年（平成27年）5月30日：仙石線の全線復旧により、営業を再開[8]。ただし、仙石東北ラインの列車は停車しない[9]。
- 2024年（令和6年）10月1日：えきねっとQチケのサービスを開始[1][10]。

## 駅構造
単式ホーム1面1線を有する地上駅である。仙台方に構内踏切があり、線路を挟んだ反対側の道路からの出入りとなる。かつては相対式ホーム2面2線の構成で、駅舎も存在していた。
多賀城駅管理の無人駅である。ホーム上に簡易Suica改札機と乗車駅証明書発行機が設置されている。

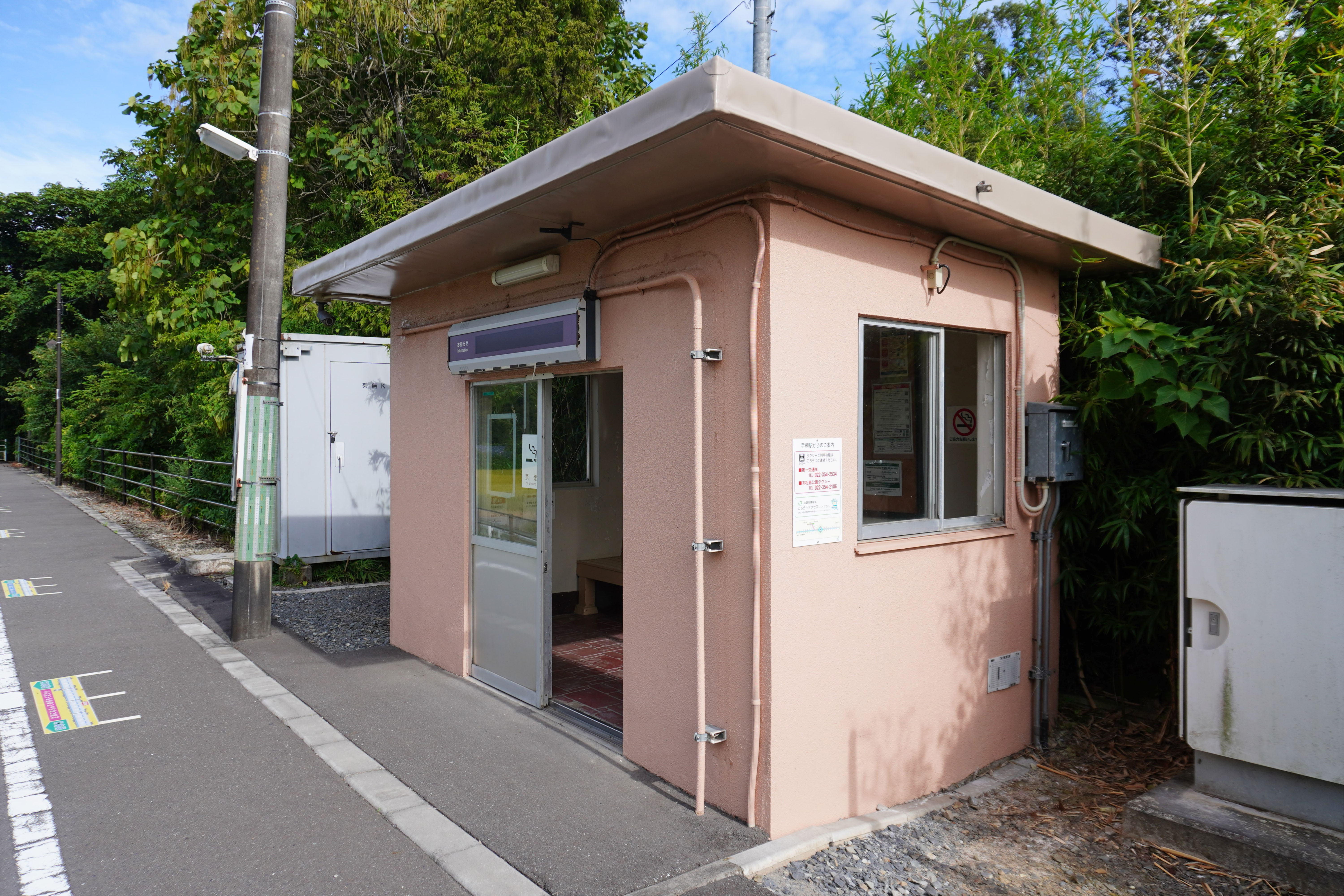
待合室外観（2023年8月）
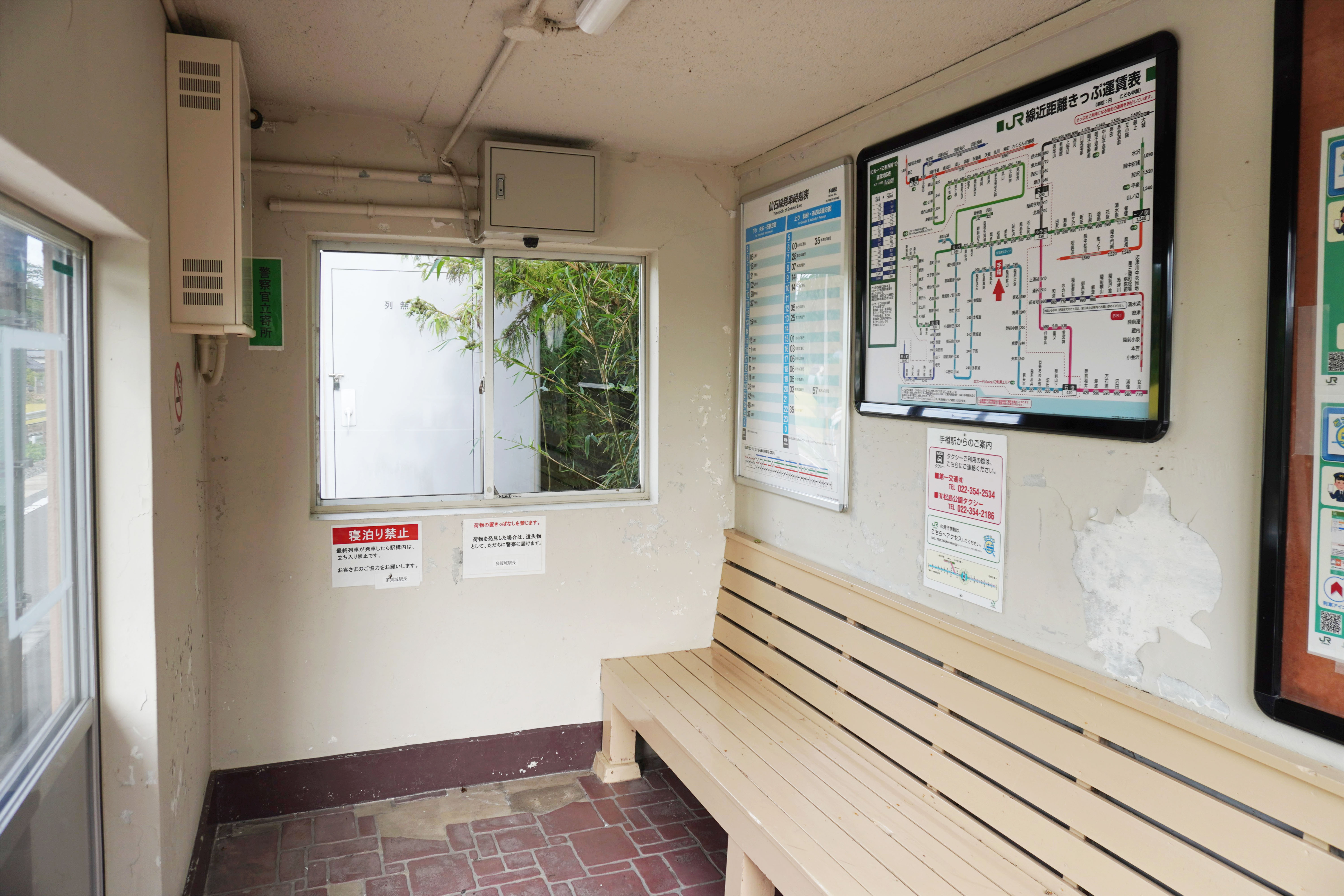
待合室内（2023年8月）
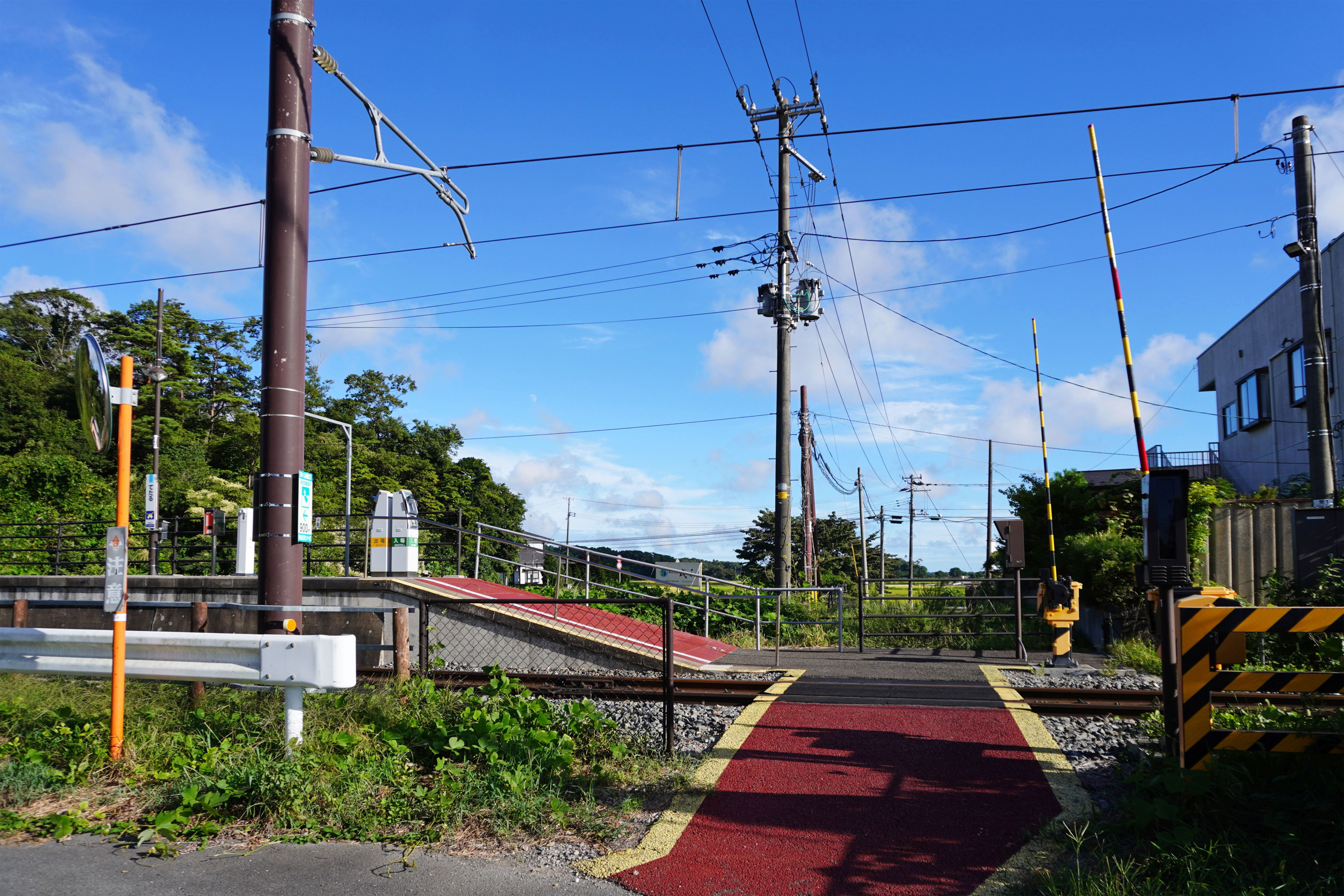
構内踏切（2023年8月）

## 利用状況
「松島町統計資料」によると、1999年度（平成11年度）- 2004年度（平成16年度）の1日平均乗車人員の推移は以下のとおりであった。
以下に示す乗車人員数は推計値である。なお、2005年度（平成17年度）以降については、正確な数値が掴めないことにより、公表されていない。
| 乗車人員推移       | 乗車人員推移     | 乗車人員推移 |
| 年度               | 1日平均 乗車人員 | 出典         |
| ------------------ | ---------------- | ------------ |
| 1999年（平成11年） | 20               | [ 11 ]       |
| 2000年（平成12年） | 19               | [ 11 ]       |
| 2001年（平成13年） | 12               | [ 11 ]       |
| 2002年（平成14年） | 9                | [ 11 ]       |
| 2003年（平成15年） | 12               | [ 11 ]       |
| 2004年（平成16年） | 14               | [ 11 ]       |

## 駅周辺

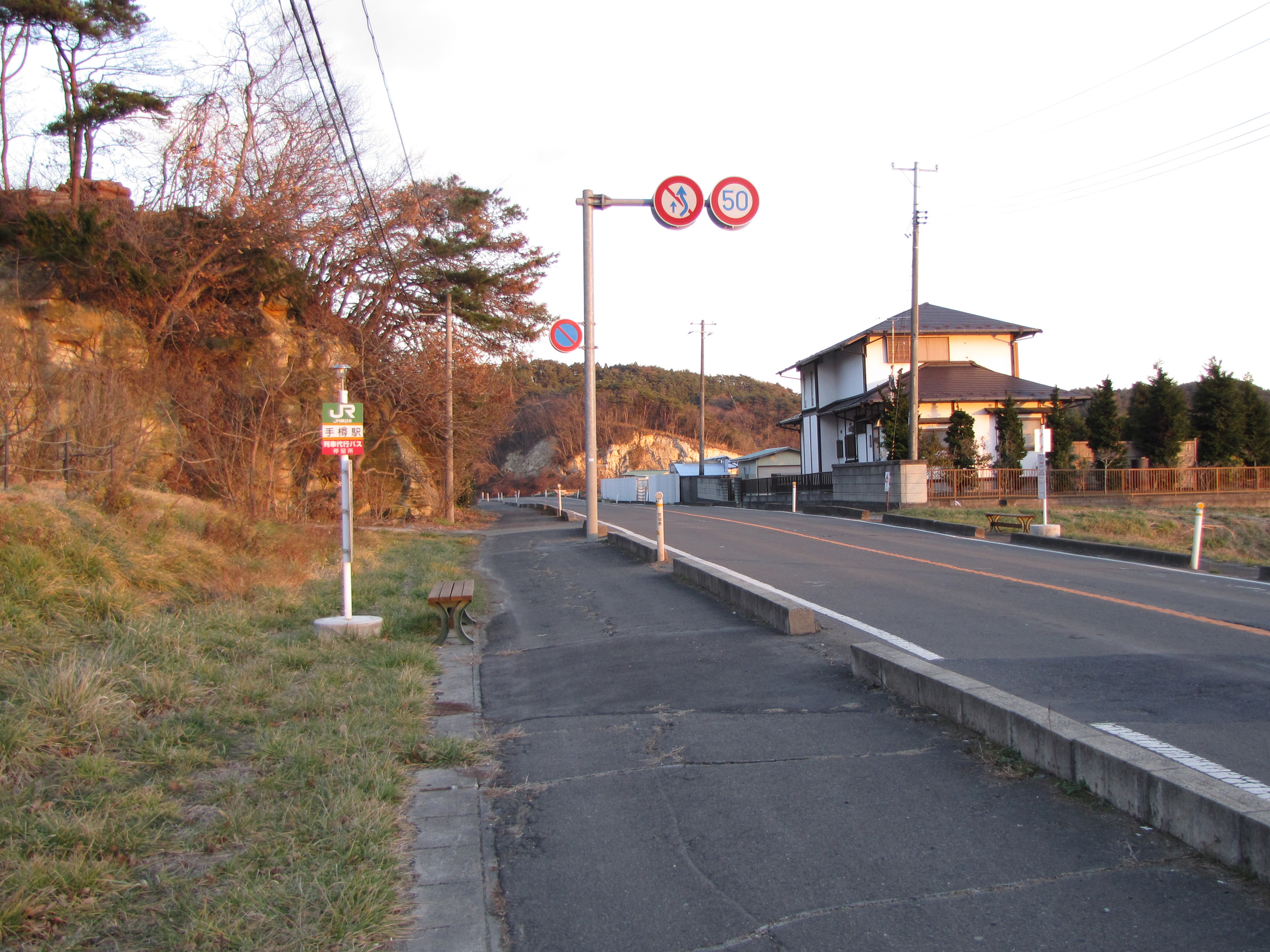
設置されていた代行バス乗り場

2015年（平成27年）5月29日まで運行されていた代行バスの乗り場は、駅南側の県道沿いに設置されていた。
- 宮城県道27号奥松島松島公園線

## 隣の駅
東日本旅客鉄道（JR東日本）
■仙石線
■普通
高城町駅 - 手樽駅 - 陸前富山駅
■■仙石東北ライン
全列車通過